# Spinnenlilien
Die Spinnenlilien (Lycoris) sind eine Pflanzengattung innerhalb der Familie der Amaryllisgewächse (Amaryllidaceae).

## Beschreibung

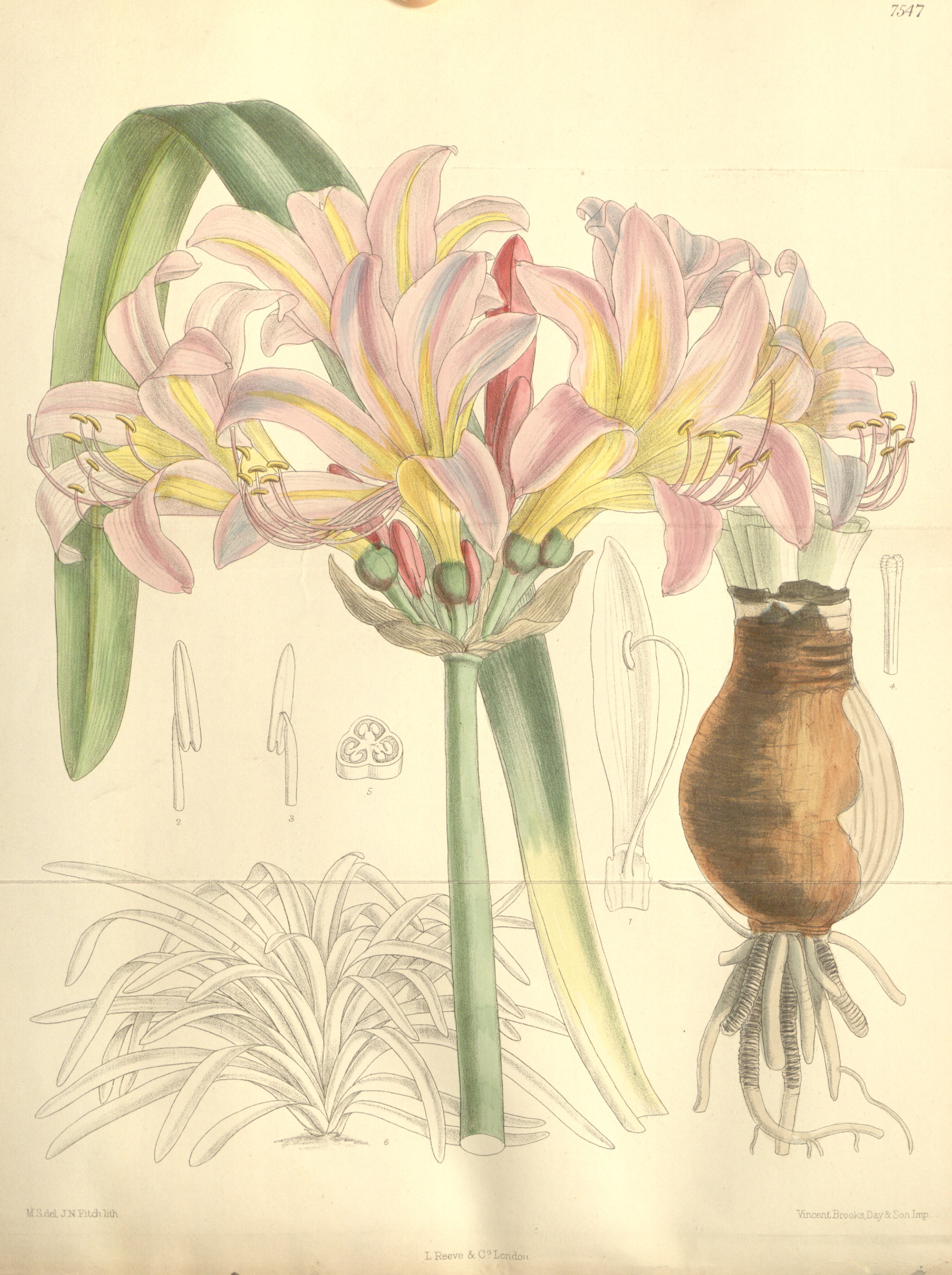
Illustration der Weißen Spinnenlilie (Lycoris squamigera)

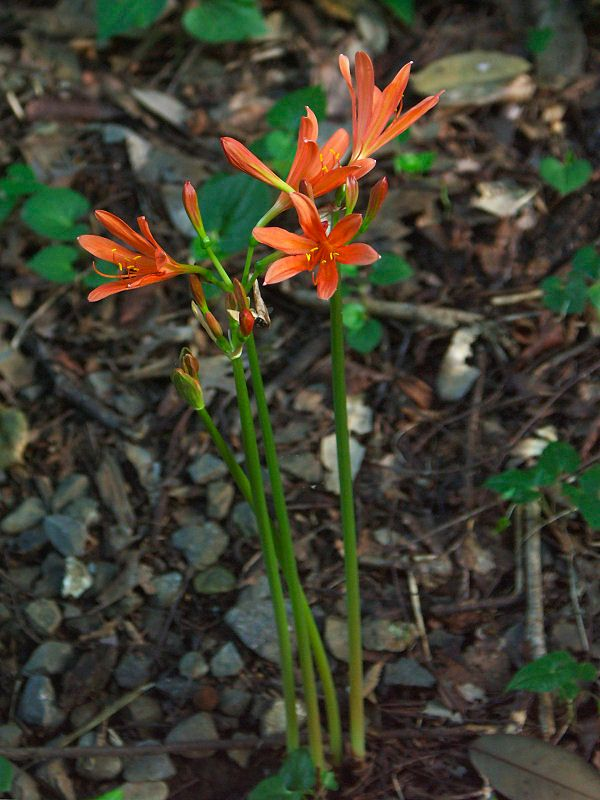
Blütenstand der Schwarzroten Spinnenlilie (Lycoris sanguinea), einer Art mit kurzen Staubblättern

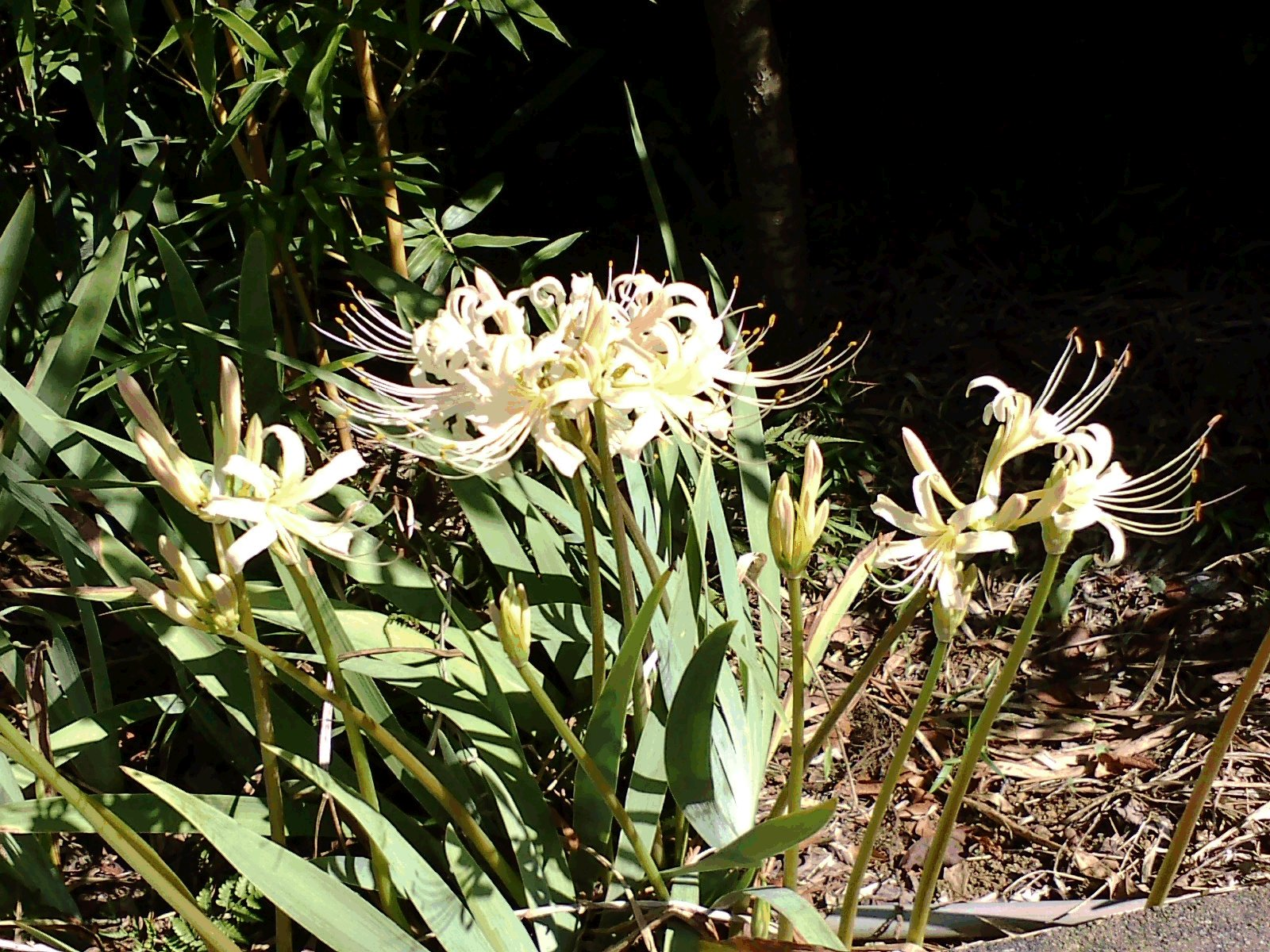
Blütenstand von Lycoris ×albiflora

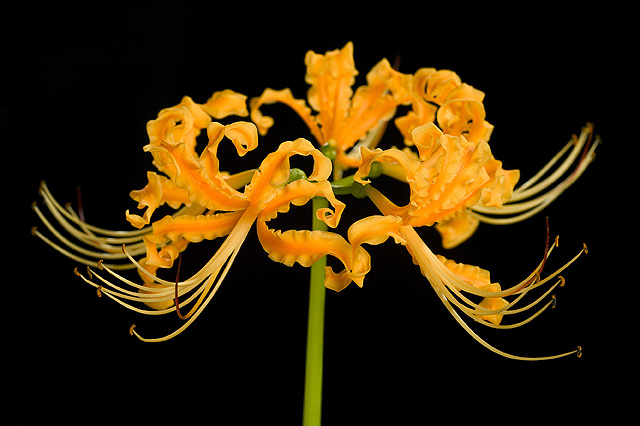
Blütenstand von Lycoris aurea

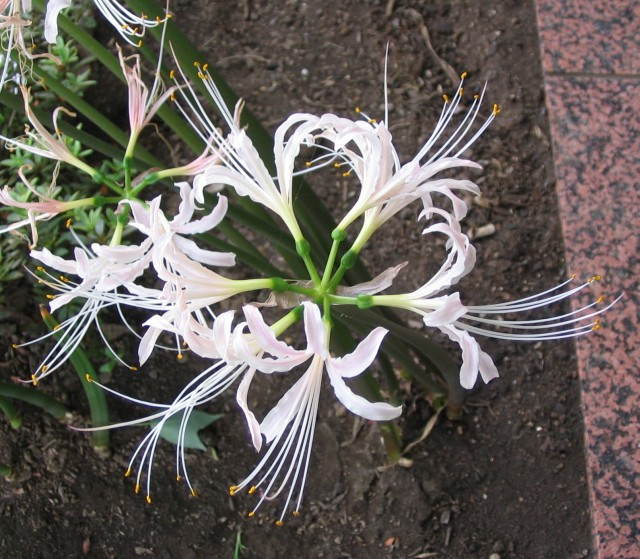
Blütenstand von Lycoris ×houdyshelii

### Vegetative Merkmale
Lycoris-Arten sind ausdauernde krautige Pflanzen. Diese Geophyten bilden ei- bis kugelförmige Zwiebeln mit brauner bis schwarz-brauner Umhüllung („Tunika“) als Überdauerungsorgane aus. Die grundständigen Laubblätter sind einfach, linear, ungestielt und glatt. Die Laubblätter erscheinen, bevor die Blüten aufblühen.

### Generative Merkmale
Vier bis acht Blüten stehen in einem endständigen, doldigen Blütenstand mit zwei häutigen Hüllblättern zusammen an einem aufrechten, langen, nicht hohlen Blütenstandsschaft. Die mehr oder weniger aufrechten, zwittrigen Blüten sind fast radiärsymmetrisch bis zygomorph und dreizähligen. Die sechs mehr oder weniger gleichgestaltigen, trompetenförmig verwachsenen Blütenhüllblätter (Tepalen) sind weiß, creme- bis goldfarben, rosa bis leuchtend-rot. Der Rand der Blütenhüllblätter ist manchmal gewellt. Es ist manchmal ein Ring aus sechs Schuppen oder Fäden im Schlund der Blütenröhre vorhanden. Die sechs Staubblätter sind kurz mit den Blütenhüllblättern verwachsen. Drei Fruchtblätter sind zu einem unterständigen Fruchtknoten verwachsen, der wenige Samenanlagen enthält. Der dünne Griffel endet in einer sehr kleinen, kopfigen Narbe.
Es werden meist dreikantige, dreifächerige Kapselfrüchte gebildet, die wenige glatte, schwarze, fast kugelige Samen enthalten.

## Systematik und Verbreitung
Der Gattungsname Lycoris bezieht sich auf die schöne Lycoris, eine Geliebte des Marcus Antonius.
Die Lycoris-Arten sind in Asien verbreitet. Es gibt Arten in China, Indien, Japan, Korea, Laos, Myanmar, Pakistan, Thailand und Vietnam. In China kommen 15 Arten vor, zehn davon kommen nur dort vor. Die Lycoris-Arten gedeihen hauptsächlich in warm-gemäßigten bis subtropischen Gebieten Ostasiens vom südwestlichen China bis Japan und südlichen Korea; einige Arten reichen bis ins nördliche Indochina sowie Nepal. Dieses Verbreitungsgebiet entspricht etwa der Lorbeerwald-Zone.
Die Gattung Lycoris gehört zum Tribus Lycoridae in der Unterfamilie Amaryllidoideae innerhalb der Familie der Amaryllidaceae.
Es gibt 20 bis 23 Lycoris-Arten::

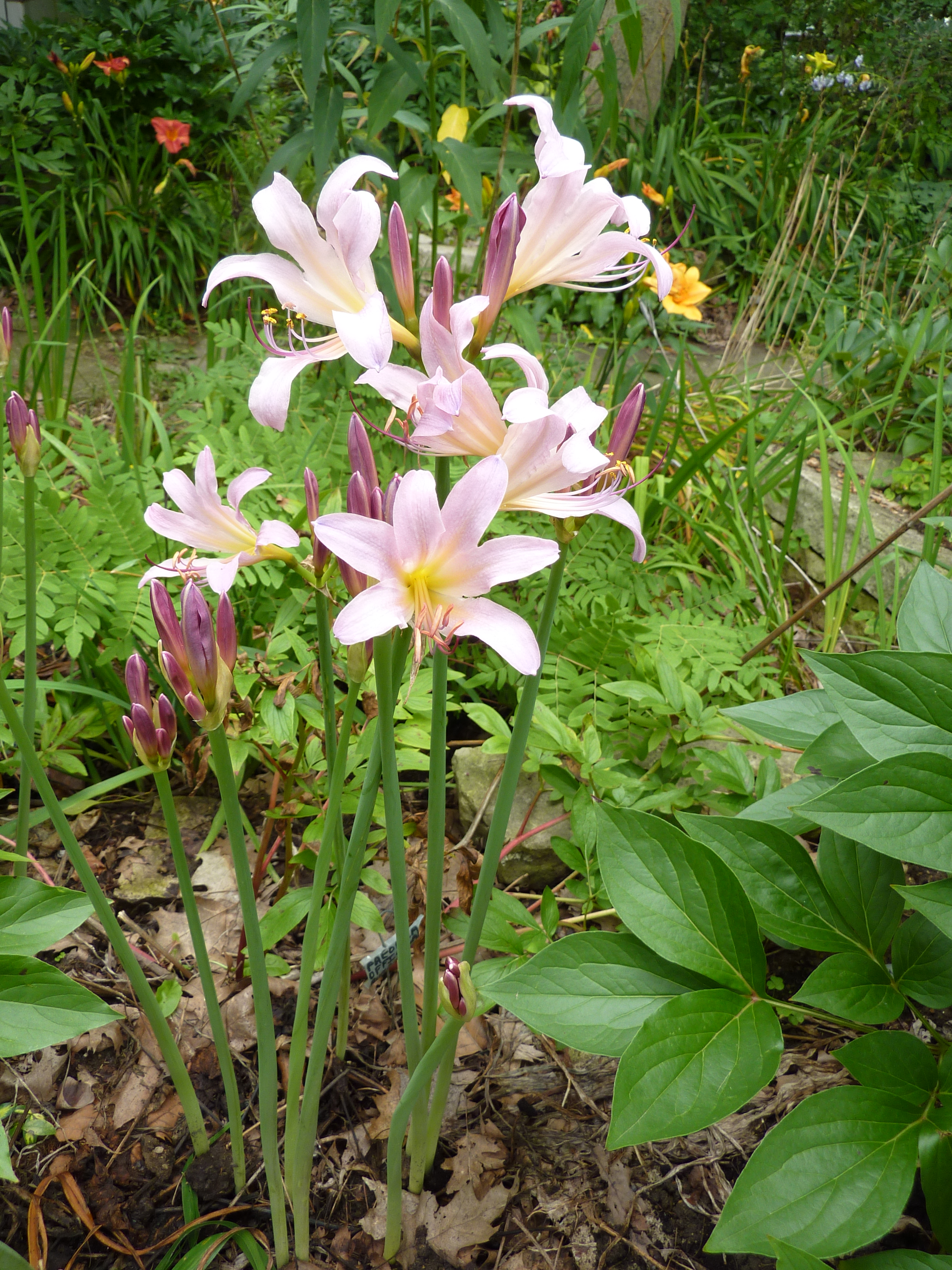
Weiße Spinnenlilie (Lycoris squamigera)

- Lycoris ×albiflora Koidz.: Diese Hybride aus Lycoris aurea × Lycoris radiata kommt in der chinesischen Provinz Jiangsu, Korea und auf der japanischen Insel Kyushu vor.[2][5]
- Lycoris anhuiensis Y.Xu & G.J.Fan: Sie gedeiht in Felsspalten an Hängen in den chinesischen Provinzen Anhui sowie Jiangsu.[2]
- Lycoris argentea Worsley: Sie kommt im nördlichen Myanmar vor.[5]
- Lycoris aurea (L'Hér.) Herb.: Sie ist von Indien, Pakistan, Myanmar, Laos, Thailand, Vietnam über China bis Japan und Indonesien weitverbreitet.[2]
- Lycoris caldwellii Traub: Sie kommt in den chinesischen Provinzen Jiangsu, Jiangxi sowie Zhejiang vor.[2]
- Lycoris ×chejuensis K.H.Tae & S.C.Ko: Diese Hybride aus Lycoris chinensis × Lycoris flavescens × Lycoris koreana kommt in Korea vor.[5]
- Lycoris chinensis Traub: Sie kommt von den chinesischen Provinzen Henan, Jiangsu, Shaanxi, Sichuan sowie Zhejiang bis Südkorea vor.[2]
- Lycoris flavescens M.Kim & S.Lee: Sie kommt nur in Korea vor.[5]
- Lycoris guangxiensis Y.Xu & G.J.Fan: Sie gedeiht in Mischwäldern sowie schattigen und feuchten Standorten an Hängen nur im Autonomen Gebiet Guangxi.[2]
- Lycoris haywardii Traub: Sie kommt in Japan vor.[5]
- Lycoris ×houdyshelii Traub: Diese triploide Hybride kommt in den Provinzen Jiangsu und Zhejiang vor.[2]
- Lycoris hunanensis M.H.Quan, L.J.Ou & C.W.She: Sie wurde 2013 aus der chinesischen Provinz Hunan erstbeschrieben.[5]
- Lycoris incarnata Comes ex Sprenger: Sie gedeiht an Berghängen in den chinesischen Provinzen Hubei und Yunnan.[2]
- Lycoris koreana Nakai: Sie kommt nur in Korea und kam früher auch in Japan vor.[5]
- Lycoris longituba Y.C.Hsu & G.J.Fan: Sie kommt in zwei Varietäten an schattigen, feuchten Standorten in niedrigen Höhenlagen an Berghängen nur in Jiangsu vor.[2]
  - Lycoris longituba var. flava Y.Xu & X.L.Huang
  - Lycoris longituba Y.C.Hsu & G.J.Fan var. longituba
- Rosarote Spinnenlilie (Lycoris radiata (L'Hér.) Herb.): Sie ist von Nepal über China bis Korea und Japan weitverbreitet.[2]
- Lycoris ×rosea Traub & Moldenke: Diese Hybride kommt in den Provinzen Jiangsu sowie Zhejiang vor.[2]
- Schwarzrote Spinnenlilie (Lycoris sanguinea Maxim.): Sie kommt im zentralen sowie südlichen Japan vor.[5]
- Lycoris shaanxiensis Y.Xu & z. B.Hu: Sie gedeiht an schattigen Hängen in den chinesischen Provinzen Shaanxi sowie Sichuan.[2]
- Lycoris sprengeri Comes ex Baker: Sie gedeiht in Höhenlagen von etwa 100 Metern in den chinesischen Provinzen Anhui, Hubei, Jiangsu sowie Zhejiang.[2]
- Weiße Spinnenlilie (Lycoris squamigera Maxim.): Sie ist in Japan, Korea und in den chinesischen Provinzen Jiangsu, Shandong sowie Zhejiang verbreitet.[2]
- Lycoris straminea Lindl.: Sie gedeiht an schattigen und feuchten Hängen in Höhenlagen von etwa 100 Metern in den chinesischen Provinzen Jiangsu sowie Zhejiang.[2]
- Lycoris uydoensis M.Kim: Sie wurde 2004 aus Südkorea erstbeschrieben.[5]

## Nutzung
Es gibt einige Sorten, die als Zierpflanzen in Parks und Gärten verwendet werden.